# Lockington (Ohio)
Pour les articles homonymes, voir Lockington.
Lockington est un village américain situé dans le comté de Shelby, dans l'Ohio. Selon le recensement de 2010, sa population est de 141 habitants.